# Iki (provincia)

Mappa delle province giapponesi con la provincia di Iki evidenziata.

Iki, ufficialmente scritta Iki no Kuni (giapponese: 壱岐国), era una provincia del Giappone che occupava l'intera area dell'isola Iki. È conosciuta anche con il nome di Ishu (壱州).

## Storia politica
Durante il Medioevo Iki era anche conosciuta con i nomi Ichiki no Kuni (一支国) ed Itai no Kuni (一大国). Nell'opera cinese Sanguo Zhi si racconta che il Regno Itai su Iki venne fondato da 3000 famiglie .
La provincia cessò di esistere dopo l'abolizione del sistema han nel 1872, attuata dall'Impero Meiji. Iki fu successivamente fusa con altre province, formando la prefettura di Nagasaki.